# Ихиала
Ихиала (англ. Ihiala) — город и район местного управления в юго-восточной части Нигерии, на территории штата Анамбра.

## Географическое положение
Город находится в юго-западной части штата, к востоку от реки Ораши, на высоте 142 метров над уровнем моря.
Ихиала расположена на расстоянии приблизительно 42 километров к юго-западу от города Авка, административного центра штата и на расстоянии 355 километров к юго-юго-западу (SSW) от Абуджи, столицы страны.

## Население
По данным переписи 1991 года численность населения Ихиалы составляла 51 959 человек.
Динамика численности населения города по годам:
| 1991   | 2012    |
| ------ | ------- |
| 51 959 | 109 791 |

## Транспорт
Ближайший аэропорт расположен в городе Оверри.